# 緑が丘駅 (北海道)
緑が丘駅（みどりがおかえき）は北海道旭川市神楽岡13条9丁目にある北海道旅客鉄道（JR北海道）富良野線の駅である。駅番号はF30。

## 歴史
地元住民の請願による請願駅であった。
- 1996年（平成8年）9月1日：JR北海道の駅として開業[1][2]。旅客のみ取扱い。

### 駅名の由来
周辺の地区名から命名。

## 駅構造
単式ホーム3両編成対応の1面1線の地上駅である。

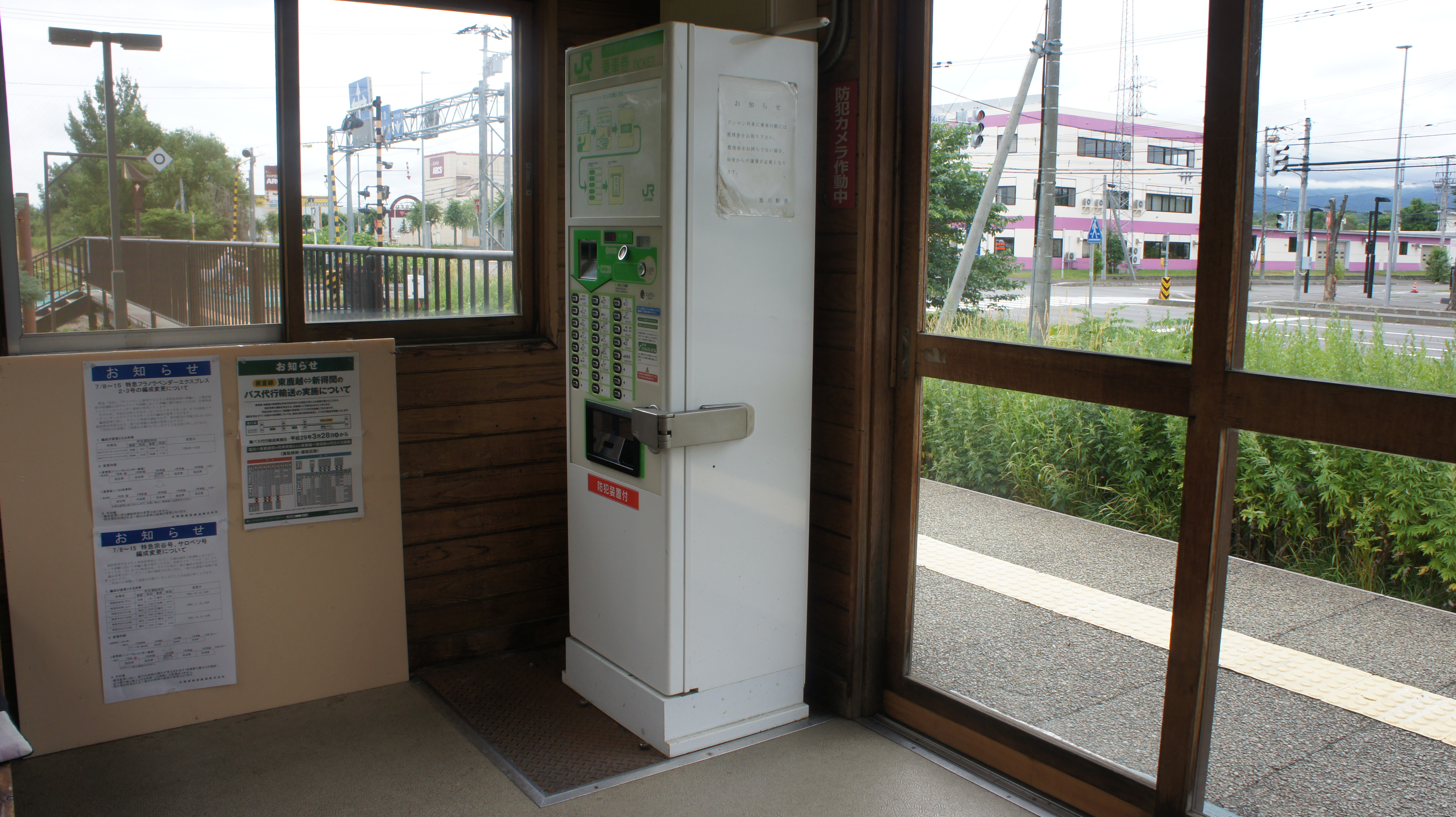
かつて設置されていた簡易型自動券売機（2017年7月）
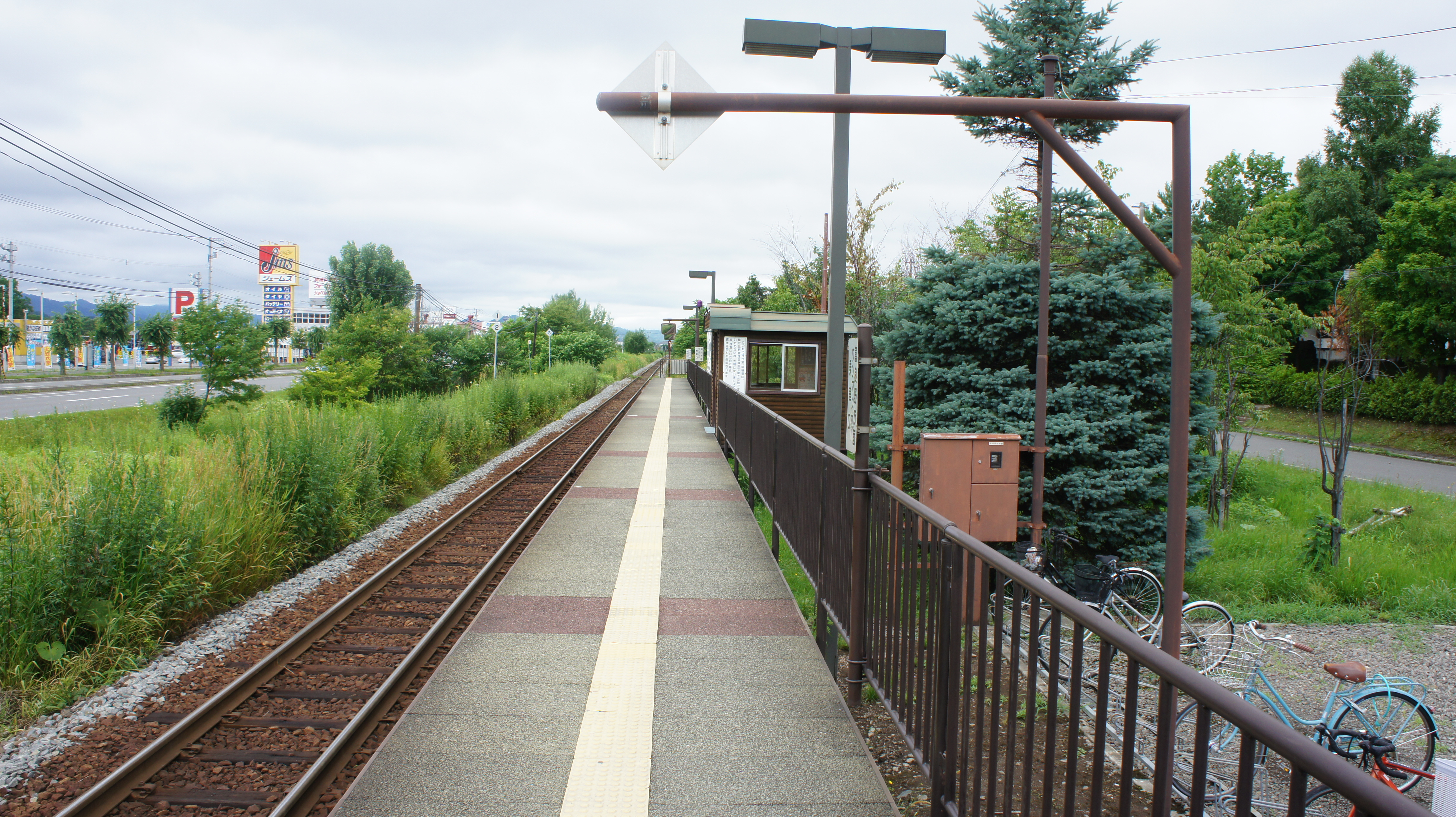
ホーム（2017年7月）
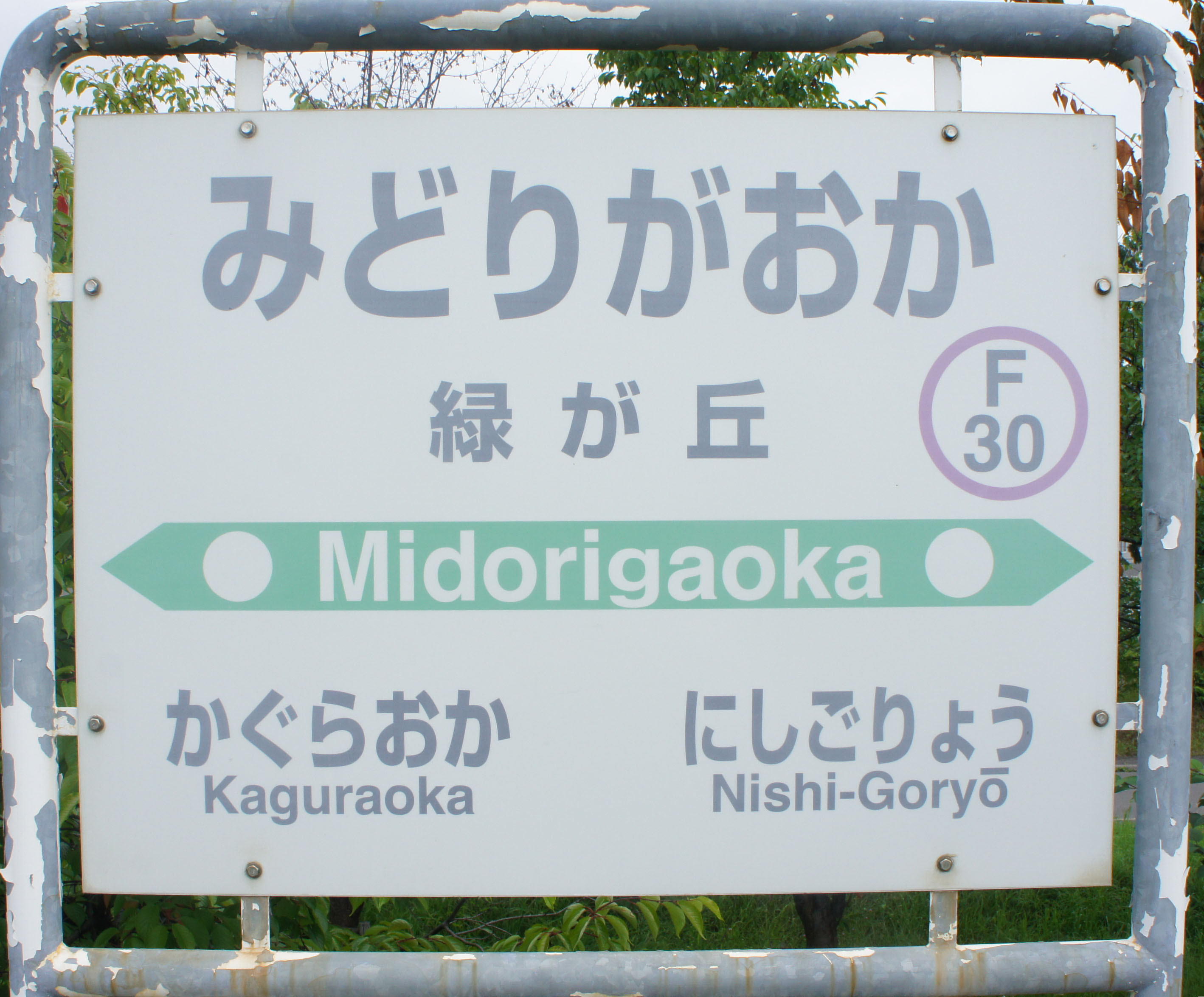
駅名標（2017年7月）

## 利用状況
乗車人員の推移は以下のとおり。年間の値のみ判明している年については、当該年度の日数で除した値を括弧書きで1日平均欄に示す。乗降人員のみが判明している場合は、1/2した値を括弧書きで記した。
また、「JR調査」については、当該の年度を最終年とする過去5年間の各調査日における平均である。
| 年度               | 乗車人員 | 乗車人員 | 乗車人員 | 出典       | 備考 |
| 年度               | 年間     | 1日平均  | JR調査   | 出典       | 備考 |
| ------------------ | -------- | -------- | -------- | ---------- | ---- |
| 2016年（平成28年） |          |          | 174.4    | [ JR北 1 ] |      |
| 2017年（平成29年） |          |          | 157.8    | [ JR北 2 ] |      |
| 2018年（平成30年） |          |          | 144.2    | [ JR北 3 ] |      |
| 2019年（令和元年） |          |          | 133.6    | [ JR北 4 ] |      |
| 2020年（令和02年） |          |          | 121.4    | [ JR北 5 ] |      |
| 2021年（令和03年） |          |          | 113.2    | [ JR北 6 ] |      |
| 2022年（令和04年） |          |          | 107.4    | [ JR北 7 ] |      |
| 2023年（令和05年） |          |          | 101.8    | [ JR北 8 ] |      |

## 駅周辺

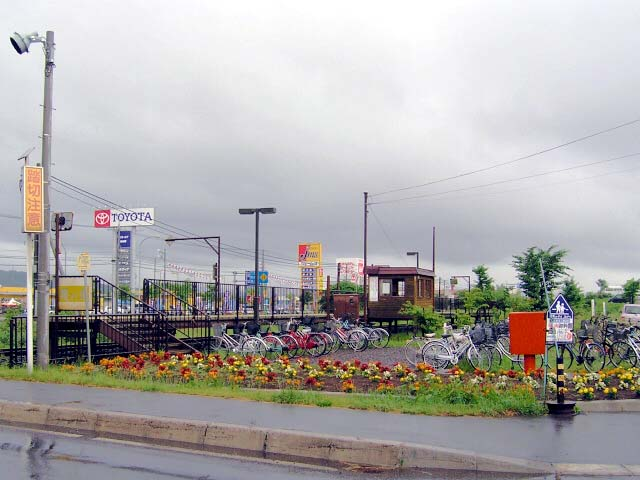
駅前広場 (2004年6月)

駅前には駐輪場がある。住宅が立ち並んでいる。北海道旭川南高等学校・北海道旭川工業高等学校まで徒歩20分ほど。旭川医科大学への最寄り駅。
道路沿いに大型商店が並んでいる。
- 国道237号
- 北海道道90号旭川環状線
- 旭川医科大学・旭川医科大学病院
- 旭川市立緑が丘小学校・緑が丘中学校

## バス路線
国道237号沿いと駅東側の住宅地内の2か所に「緑が丘駅前」停留所がある。
- 「緑が丘駅前」（国道237号）
  - 道北バス : 旭川駅方面、美瑛方面　等

- 「緑が丘駅前」（駅東側）
  - 道北バス : ごりょう公園方面

## 隣の駅
北海道旅客鉄道（JR北海道）
■富良野線
神楽岡駅 (F29) - 緑が丘駅 (F30) - 西御料駅 (F31)

### JR北海道
1. ↑  「富良野線（富良野・旭川間）」（PDF）『線区データ（当社単独では維持することが困難な線区）』、北海道旅客鉄道、2017年12月8日。オリジナルの2017年12月9日時点におけるアーカイブ。2017年12月10日閲覧。
2. ↑  「富良野線（富良野・旭川間）」（PDF）『線区データ（当社単独では維持することが困難な線区）(地域交通を持続的に維持するために)』、北海道旅客鉄道株式会社、3頁、2018年7月2日。オリジナルの2018年8月18日時点におけるアーカイブ。2018年8月18日閲覧。
3. ↑  “富良野線（富良野・旭川間）” (PDF). 線区データ（当社単独では維持することが困難な線区）(地域交通を持続的に維持するために).   北海道旅客鉄道. p. 3 (2019年10月18日). 2019年10月18日時点のオリジナルよりアーカイブ。2019年10月18日閲覧。
4. ↑  “富良野線（富良野・旭川間）” (PDF). 地域交通を持続的に維持するために > 輸送密度200人以上2,000人未満の線区（「黄色」8線区）.   北海道旅客鉄道. p. 3 (2020年10月30日). 2020年11月2日時点のオリジナルよりアーカイブ。2020年11月4日閲覧。
5. ↑  “駅別乗車人員  特定日調査（平日）に基づく”.   北海道旅客鉄道. 2022年8月3日時点のオリジナルよりアーカイブ。2022年8月14日閲覧。
6. ↑  “駅別乗車人員  特定日調査（平日）に基づく”.   北海道旅客鉄道. 2022年9月3日時点のオリジナルよりアーカイブ。2022年9月3日閲覧。
7. ↑  “駅別乗車人員  特定日調査（平日）に基づく”.   北海道旅客鉄道. 2023年11月10日時点のオリジナルよりアーカイブ。2023年11月10日閲覧。
8. ↑  “駅別乗車人員  特定日調査（平日）に基づく”.   北海道旅客鉄道 (2024年). 2024年9月9日時点のオリジナルよりアーカイブ。2024年9月9日閲覧。